# HD 167965
HD 167965 é uma estrela de magnitude 6 na constelação de Lyra, aproximadamente a 540 anos-luz da Terra. É uma estrela subgigante branca azulada do tipo espectral B7IV, o que significa que tem uma temperatura de superfície de 11.000 a 25.000 Kelvin. É maior e mais brilhante do que o Sol, e a sua superfície é, pelo menos, duas vezes mais quente.